# Sasha Banks
Mercedes Kaestner-Varnado (* 26. ledna 1992), známá jako Mercedes Moné, je americká profesionální wrestlerka. V současnosti působí ve společnosti All Elite Wrestling (AEW). Dříve byla známá jako Sasha Banks. Je bývalou WWE Women's SmackDown šampionkou a také bývalou šampiónkou NXT Women's Championship a také bývalou Womens Tag team Champion.

## Tituly a ocenění

### WWE
- NXT Women's Championship (3x)
- WWE Raw Women's Championship (5x)
- WWE SmackDown Women's Championship (1x)
- WWE Women's Tag Team Champions  (3x) – with Bayley (2), and Naomi (1)
- Triple crown
- Grand slam

### New Japan Pro-Wrestling
- IWGP Women's Championship (1x)